# Gerhard Knoll
Pour les articles homonymes, voir Knoll (homonymie).
Gerhard Knoll (né le 30 janvier 1941 à Berlin-Lichterfelde et mort le 1er novembre 2009) est un historien et bibliothécaire allemand.
De 1963 à 1969, Knoll étudie l'histoire, l'allemand et les sciences auxiliaires historiques à la FU Berlin, où il obtient son doctorat en 1971 avec Johannes Schultze avec une thèse sur la commanderie de Werben. Il entre ensuite au service de la bibliothèque et est plus récemment chef du département des manuscrits à la bibliothèque universitaire de Brême (de). Il y est notamment responsable de la restauration et de l'édition en fac-similé de l'évangéliaire d'Henri III (de).
Il compile une vaste bibliothèque d'environ 9 000 volumes sur Frédéric le Grand et son époque, qui est acquise par le département du château de Berlin en 2009.

## Publications (sélection)
- Zur Entstehung und Geschichte der Johanniterkommende Werben im 13. Jahrhundert. Dissertation, FU Berlin, 1971.
- (Hrsg.): Evangelistar Heinrichs III. Ms. b. 21 der Universitätsbibliothek Bremen. Faksimile- und Kommentarband, Reichert, Wiesbaden 1993. Faksimile  (ISBN 978-3-88226-115-8). Kommentar  (ISBN 978-3-88226-589-7).
- (Hrsg.): Das Echternacher Evangelistar Kaiser Heinrichs III. Staats- und Universitätsbibliothek Bremen Ms. b. 21. Reichert, Wiesbaden 1995,  (ISBN 978-3-88226-837-9).
- Wanderungen und Wandlungen – Zum Echternacher Evangelistar Kaiser Heinrichs III. In: Bremisches Jahrbuch. Band 78, 1999, S. 169–189 (Volltext).